# La bevitrice d'assenzio
La bevitrice d'assenzio è un olio su tela (73x54 cm) realizzato nell'autunno del 1901 a Parigi, dal pittore spagnolo Pablo Picasso (da non confondere con una quasi omonima opera di Edgar Degas, "in un caffè, bevitrice di assenzio").
È conservato nel Museo dell'Ermitage di San Pietroburgo.
Durante il periodo nazista, il dipinto venne a far parte della mostra d'arte degenerata, insieme ad altre opere dell'artista.

## Significato
Il quadro vuole mostrare, nella figura della donna, la solitudine da cui il pittore era stato colpito in quel periodo e ricade nel periodo blu dell'artista.